# Crabe d'eau douce

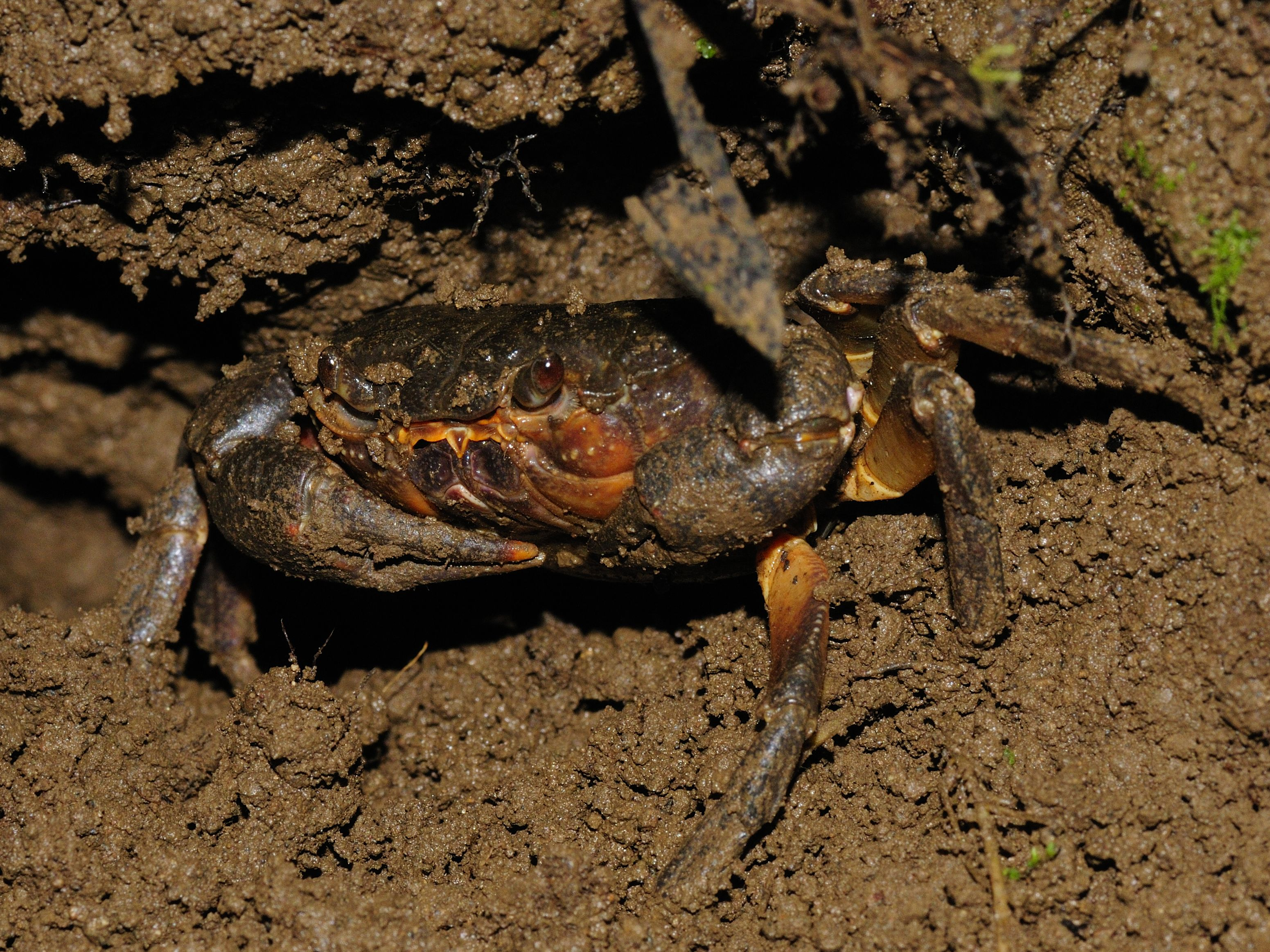
Potamon ibericum (Potamidae) Géorgie.

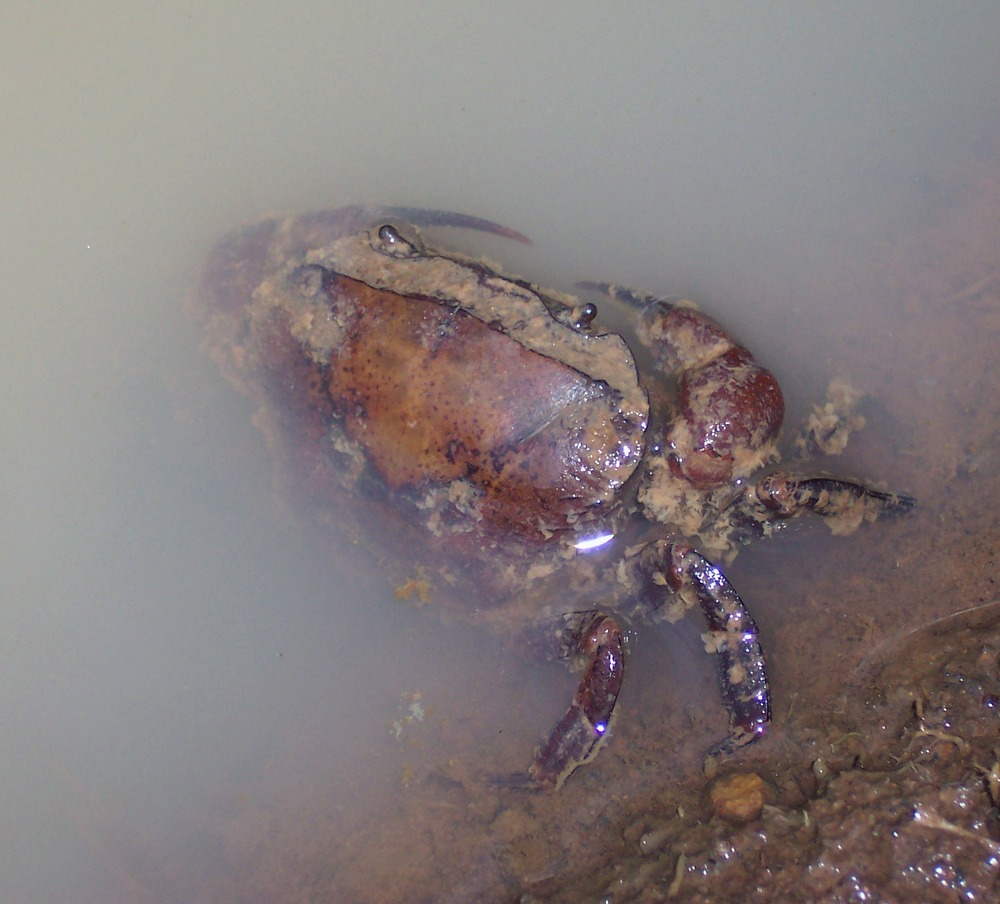
Parathelphusa convexa (Parathelphusidae) Indonésie.

Environ 1 300 espèces de crabes d'eau douce sont réparties dans les tropiques et les régions subtropicales, réparties en huit familles. Le cycle de vie des crabes d'eau douce est un développement direct accompagné de soins maternels d'un petit nombre de descendants, contrairement aux crabes marins, qui libèrent des milliers de larves planctoniques. Cela limite les capacités de dispersion des crabes d'eau douce, de sorte qu'ils ont tendance à être endémiques dans de petites zones. En conséquence, une grande partie est menacée d'extinction.

## Systématique
Plus de 1 300 espèces décrites de crabes d'eau douce sont connues, sur un total de 6700 espèces de crabes dans tous les environnements. Le nombre total d'espèces de crabes d'eau douce, y compris les espèces non décrites, serait jusqu'à 65 % plus élevé, potentiellement jusqu'à 2 155 espèces, bien que la plupart des espèces supplémentaires soient actuellement inconnues de la science.  
Ils appartiennent à huit familles, chacune avec une distribution limitée, bien que divers crabes d'autres familles soient également capables de tolérer des conditions d'eau douce (euryhaline) ou sont secondairement adaptés à l'eau douce. Les relations phylogénétiques entre ces familles sont encore un sujet de débat. Les huit familles sont :

### Superfamilles

#### Trichodactylidae
- Trichodactylidae ( Amérique centrale et Amérique du Sud )

#### Potamoidea
- Potamidae ( bassin méditerranéen et Asie )
- Potamonautidae ( Afrique, y compris Madagascar )
- Deckeniidae ( Afrique de l'Est et Seychelles ) - également traités comme faisant partie des Potamonautidae
- Platythelphusidae (Afrique de l'Est) - également traité comme faisant partie des Potamonautidae

#### Gecarcinucoidea
- Gecarcinucidae (Asie)
- Parathelphusidae (Asie et Australasie ) - aujourd'hui traité comme un synonyme plus récent de Gecarcinucidae

#### Pseudothelphusoidea
Les restes fossilisés d'organismes d'eau douce sont généralement médiocres et peu de fossiles de crabes d'eau douce ont été trouvés. Le plus ancien est les Tanzanonautes tuerkayi, de l'Oligocène d'Afrique de l'Est, et l'évolution des crabes d'eau douce est susceptible d'être postérieure à l'éclatement du supercontinent Gondwana.
Les membres de la famille des Aeglidae et Clibanarius fonticola sont également limités à l'eau douce, mais ces crustacés « ressemblant à des crabes » sont des membres de l'infra-ordre Anomura (les vrais crabes sont Brachyura).

## Description et cycle de vie

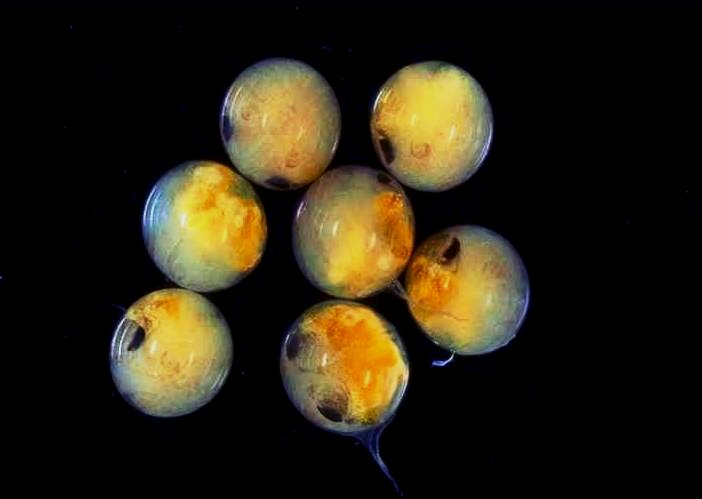
Œufs de Potamon fluviatile contenant des crabes juvéniles entièrement formés.

La morphologie externe des crabes d'eau douce varie très peu, de sorte que la forme du gonopode (premier appendice abdominal, modifié pour l'insémination) est d'une importance critique pour la classification. Le développement des crabes d'eau douce est typiquement direct : les œufs éclosent à l'état juvénile, les stades larvaires se passant à l'intérieur de l'œuf.  Les couvées ne comprennent que quelques centaines d'œufs (contre des centaines de milliers pour les crabes marins), dont chacun est assez grand, à un diamètre d'environ 1 mm.
La colonisation de l'eau douce a obligé les crabes à modifier leur équilibre hydrique; les crabes d'eau douce peuvent réabsorber le sel de leur urine et ont développé diverses adaptations pour réduire la perte d'eau. En plus de leurs branchies, les crabes d'eau douce ont un « pseudo-poumon » dans leur chambre branchiale qui leur permet de respirer de l'air.  Ces développements permettent l'exaptation des crabes d'eau douce à la vie terrestre, bien que les crabes d'eau douce aient besoin de retourner périodiquement dans l'eau pour excréter de l'ammoniaque. 

## Écologie et conservation
Les crabes d'eau douce se trouvent dans toutes les régions tropicales et subtropicales du monde. Ils vivent dans un large éventail de plans d'eau, des rivières à débit rapide aux marécages, ainsi que dans des troncs d'arbres ou des grottes.  Ils sont principalement nocturnes, émergeant pour se nourrir la nuit;  la plupart sont omnivores, bien qu'un petit nombre sont des prédateurs spécialisés, comme Platythelphusa (en) armata du lac Tanganyika, qui se nourrit presque entièrement d' escargots. Certaines espèces fournissent d'importantes sources de nourriture à divers vertébrés. Un certain nombre de crabes d'eau douce (par exemple des espèces du genre Nanhaipotamon (en.)) sont des hôtes secondaires de douves du genre Paragonimus (en), qui provoquent la paragonimose chez l'homme. 
La majorité des espèces sont des espèces endémiques, présentes dans une petite zone géographique seulement. Ceci est au moins en partie attribuable à leur faible capacité de dispersion et à leur faible fécondité, ainsi qu'à à la fragmentation de l'habitat causée par la population humaine mondiale. En Afrique de l'Ouest, les espèces qui vivent dans les savanes ont des aires de répartition plus larges que les espèces de la forêt tropicale ; en Afrique de l'Est, les espèces des montagnes ont des distributions restreintes, tandis que les espèces des plaines sont plus répandues.
Toutes les espèces de crabe d'eau douce décrites jusqu'à présent ont été évaluées par l'Union internationale pour la conservation de la nature; des espèces pour lesquelles des données sont disponibles, 32% sont menacées d'extinction. Par exemple, toutes les 50 espèces de crabe d'eau douce du Sri Lanka, sauf une, sont endémiques à ce pays, et plus de la moitié sont en danger critique d'extinction. 